# ZF Friedrichshafen

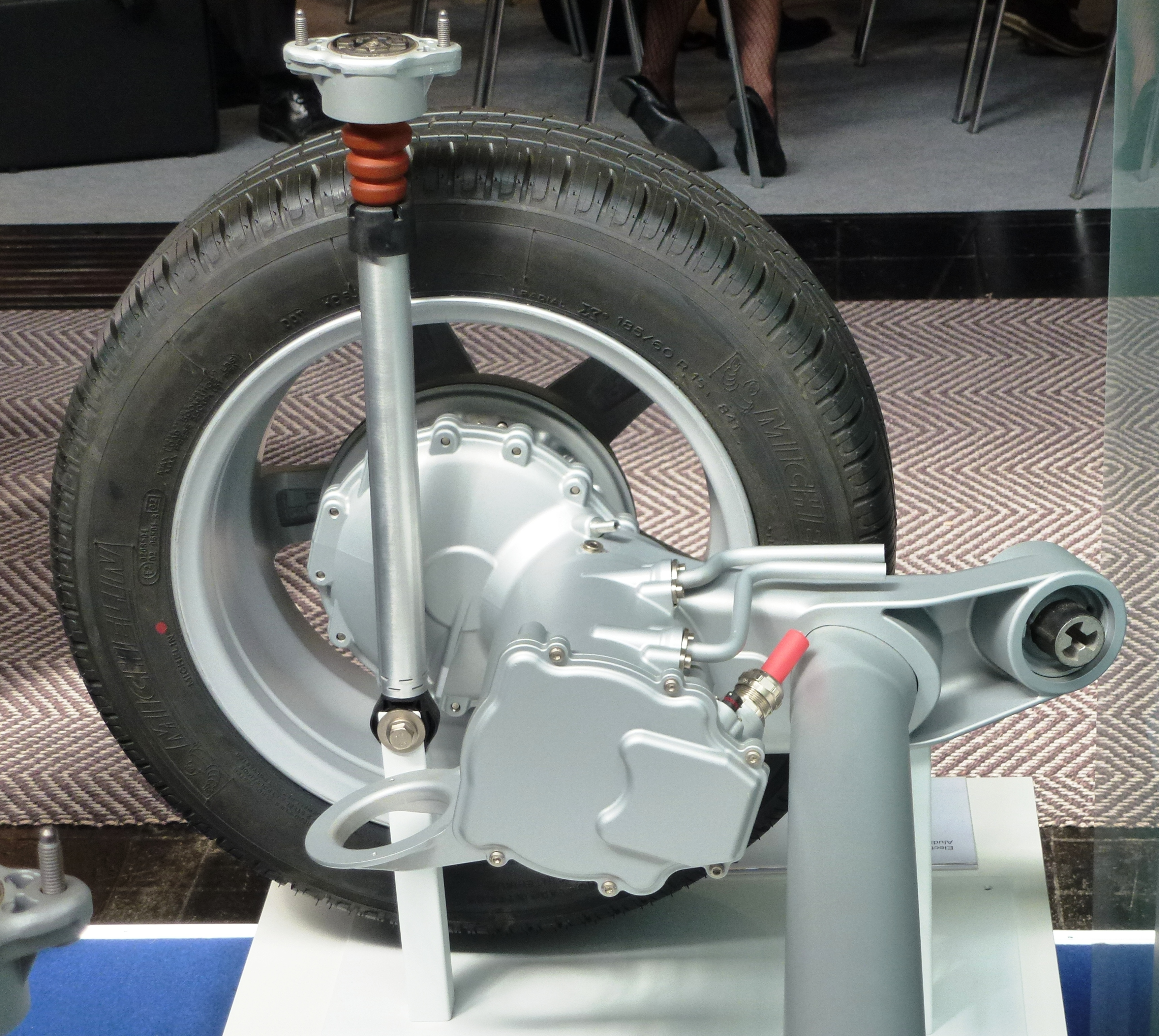
Electric-vehicle drive unit

ZF Friedrichshafen AG, geralmente abreviada como ZF, é um dos maiores produtores mundiais de peças automotivas, especialmente transmissões. Também produz peças para as indústrias naval, aerospacial e ferroviária. Tem cerca de 240 unidades em 40 países e mais de 140.000 empregados. 

## No Brasil
A ZF iniciou suas operações na América do Sul em 1958 e o Brasil foi o primeiro país, fora da própria Alemanha, a ter uma fábrica pertencente ao Grupo ZF.
As operações da ZF do Brasil, estão situadas em unidades em Sorocaba (SP), São Bernardo do Campo (SP), Araraquara (SP), Limeira (SP), Engenheiro Coelho (SP) e San Francisco (Argentina). As divisões e unidades de negócio do grupo que atuam nesta região fabricam transmissões para veículos comerciais, sistemas de direção, sistemas de embreagens, amortecedores e componentes de chassis para veículos comerciais e de passeio; além de eixos e transmissões para máquinas agrícolas e reversores marítimos.

## Ligações Externas
- ZF no Brasil - em português